# Hutos - Hut on a Slope
Hutos - Hut on a Slope (tiếng Hàn Quốc: 후토스 - 하늘을 나는 집 Dịch: Hutos - Đảo Lều trên dốc) là một chương trình truyền hình và phim hoạt hình Hàn Quốc. Nó được điểm chuẩn từ Teletubbies Chương trình tuyền hình Mỹ Bốn nhân vật đối phó với một cuộc phiêu lưu trên một hòn đảo. Để bảo tồn mục đích của bộ truyện, nó đã được quay bên ngoài trường quay.

## Nhân vật
| Tên nhân vật | Mô tả              |
| ------------ | ------------------ |
| Moya         | Gấu màu xanh       |
| Nado         | Gà con màu xanh lá |
| Ara          | Hổ nữ              |
| Joa          | Bọ rùa hồng        |